# Ранальд (король Островов)
Ранальд (гэльск. Ragnall; норв. Rognvald) — сын Сомерледа, король Кинтайра и Островов (1164—1209).
Из всех детей Сомерледа Ранальд, вероятно, был наиболее выдающимся. О нём осталось сравнительно много упоминаний в источниках XII века. Норвежское имя Ранальда свидетельствует о значительном влиянии традиций викингов в королевстве Островов, основанном Сомерледом.
После смерти отца Ранальду досталась южная часть государства: Кинтайр и острова Айлей и Джура, а также Морверн и Арднамерхан на севере. В хрониках клана Макдональд сохранилась легенда о том, как Сомерлед выбирал себе наследника из двух своих старших детей — Дугала и Ранальда. Они должны были переплыть пролив между городом Обан на побережье Аргайла и островом Керрера: кто первый достигнет берега острова, тот и унаследует державу Сомерледа. По преданию, Ранальд, поняв, что Дугал плывёт быстрее, отрубил себе кисть руки и бросил её вперёд, на берег, таким образом опередив своего старшего брата.
Несмотря на всю апокрифичность этой истории, она иллюстрирует ту борьбу за власть над королевством Островов, которую развернул Ранальд в конце XII века. В источниках содержаться сведения о войнах между Ранальдом и его братьями и значительном расширении как территорий, подвластных Ранальду, так и его влияния на Гебридских островах и западном побережье Шотландии. В хрониках шотландских монастырей он фигурирует как король Островов и лорд Аргайла и Кинтайра, что свидетельствует о достижении гегемонии в регионе.
Будучи гэло-норвежским королём, чьё могущество опиралось на флот, Ранальд тем не менее не был свободен от влияния англо-нормандской феодальной культуры, которая начала проникать на западное побережье с середины XII века. Об этом говорит, в частности, его печать, описание которой сохранилось в шотландских анналах, представляющая собой сочетание традиционной гебридской галеры с изображением рыцаря на коне — элемент традиционный для феодальных обществ. Возможно, признание Ранальдом феодальных институтов сыграло свою роль в том, что на протяжении всего его правления шотландские короли не вмешивались в дела западного побережья. О влиянии европейской культуры феодализма свидетельствует также информация о том, что Ранальд в конце жизни совершил паломничество в Иерусалим или принял участие в Четвёртом крестовом походе.
Из всех королей Островов Ранальд был, вероятно, самым активным в поощрении церквей и монастырей. С его именем связано основание бенедиктинского мужского и августинского женского монастырей на Айоне. В противовес кельтскому консерватизму своего отца, Ранальд поощрял деятельность европейских церковных орденов. Ему также приписывают основание монастыря в Садделе — единственного цистерцианского аббатства в шотландском Хайленде. Однако больше всего Ранальд сделал для развития монастыря в Пейсли, чьим покровителем он был. Ранальд даже ввел в своих владениях специальный налог (единоразово: 8 быков и 2 пенса с каждого дома, затем — по 1 пенсу в год) для финансирования монастыря.
Ранальд имел, по крайней мере, двух детей: Дональда, основателя крупнейшего шотландского клана Макдональд, и Руаири, основателя клана Макруаири.